# Chủ nghĩa tân dân tộc
Chủ nghĩa tân dân tộc là triết học chính trị cấp tiến của Theodore Roosevelt trong cuộc bầu cử năm 1912.

## Tổng quan
Roosevelt nói về cái ông gọi là Chủ nghĩa dân tộc mới trong một bài phát biểu tại Osawatomie, Kansas, vào ngày 01 tháng 9 năm 1910. Ông lập luận, các vấn đề chủ yếu, là sự bảo vệ của chính phủ về phúc lợi và tài sản của con người , nhưng ông cũng lý luận rằng phúc lợi của con người thì quan trọng hơn quyền sở hữu. Ông nhấn mạnh rằng chỉ có một chính phủ liên bang mạnh có thể điều tiết nền kinh tế và đảm bảo công bằng xã hội, và một tổng thống chỉ có thể thành công trong việc đưa ra chương trình nghị sự kinh tế thành công nếu ông làm cho việc bảo vệ phúc lợi của con người là việc ưu tiên nhất của mình.
Roosevelt tin rằng sự tập trung vào ngành công nghiệp là một phần tự nhiên của nền kinh tế. Ông muốn các cơ quan hành pháp (không phải là tòa án) điều tiết kinh doanh. Chính phủ liên bang nên được dùng để bảo vệ những người đàn ông, phụ nữ và trẻ em lao động khỏi bị bóc lột. Về chính sách, Đảng Cấp tiến của Roosevelt đưa ra một loạt các cải cách xã hội và chính trị được cổ vũ bởi những người cấp tiến.